# Hideo Nakata

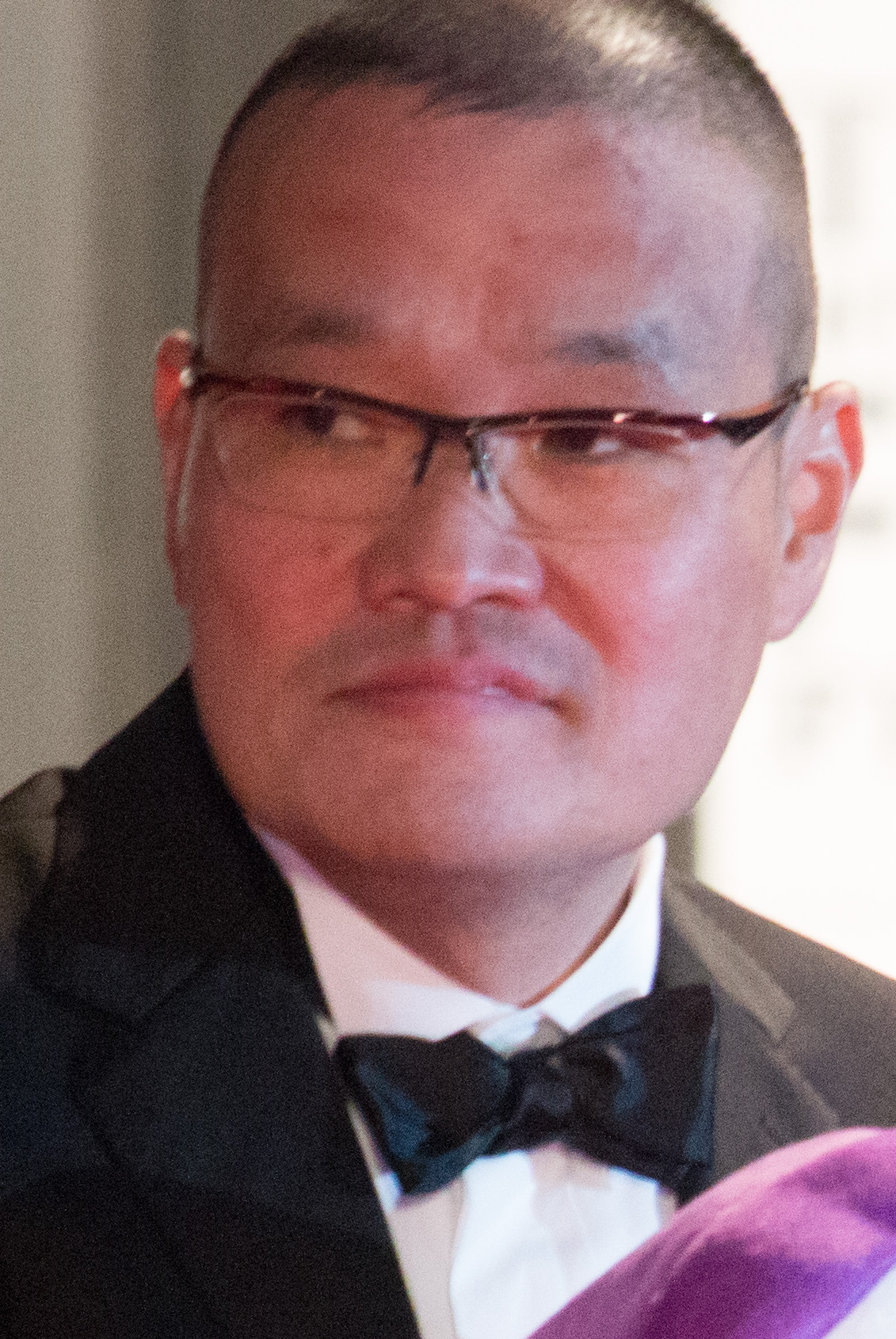
Hideo Nakata (2015)

Hideo Nakata (japanisch 中田 秀夫, Nakata Hideo; * 19. Juli 1961 in der Präfektur Okayama, Japan) ist ein japanischer Filmproduzent, Autor, Dokumentarfilmer und Regisseur.

## Karriere
Nakata ist in der westlichen Welt vor allem durch seine J-Horrorfilme (Japan-Horror) – Ringu aus dem Jahr 1998, Ringu 2 aus dem Jahr 1999 und Dark Water aus dem Jahr 2002 – bekannt geworden. Ringu wurde 2002 unter dem Titel The Ring von dem Regisseur Gore Verbinski neu verfilmt. Bei der Fortsetzung des Films The Ring 2 aus dem Jahr 2005 führte Nakata dann selbst Regie.

## Filmografie
- 1992: Curse, Death & Spirit (Honto ni atta kowai hanashi: Jushiryou)
- 1996: Joyû-rei
- 1998: Ringu (Ring - Das Original)
- 1998: Joseph Losey: The Man with Four Names
- 1999: Ringu 2 (Ring 2)
- 1999: Chaos (Kaosu)
- 2000: Sleeping Bride (Garasu no nou)
- 2002: Last Scene
- 2002: Dark Water (Honogurai mizu no soko kara)
- 2005: The Ring 2 (2005)
- 2007: Kaidan
- 2008: Death Note: L Change The World
- 2010: Chatroom
- 2010: Incite Mill - Jeder ist sich selbst der Nächste
- 2013: The Complex (Kuroyuri danchi)
- 2014: Monsterz
- 2014: Words with Gods
- 2015: Gekijô rei
- 2016: White Lily (Howaito rirî)